# 요셉
요셉(히브리어: יוֹסֵף "그(하느님, 하나님)가 더한다", 아랍어: يوسف, 영어: Joseph)는 구약성서 창세기에 나오는 주요 인물 중 하나이다. 그는 야곱의 열 한 번째 아들이었고, 라헬의 첫 아들이었다. 야곱의 아들로 태어나 애굽(지금의 이집트)으로 팔려가 애굽에서 바로왕(파라오) 다음으로 높은 직위에 오르게 된 히브리인이다. 요셉 덕분으로 야곱의 집안은 가뭄에서 벗어나 애굽에 정착할 수 있게 된다.

## 창세기에 등장하는 주요 이야기

### 요셉의 탄생
요셉은 야곱의 열한번째 아들이다. 야곱의 첫번째 부인(레아:라헬의 언니)과 여종 실바가 야곱의 외삼촌(라반)의 속임수로 인해 야곱의 자녀들을 낳게된다. 야곱의 사랑하는 부인인 라헬은 아이를 갖지 못했다. 그래서, 여종 빌하를 야곱에게 주어 아이를 낳게 하고, 이 이후에 라헬은 잉태하여 요셉을 낳게 된다. 늦은 나이에 막내를 본 야곱은 요셉을 너무도 사랑하여 채색 옷을 입혔는데, 이것이 다른 형제들의 질투를 유발했다.

### 노예로 팔려감

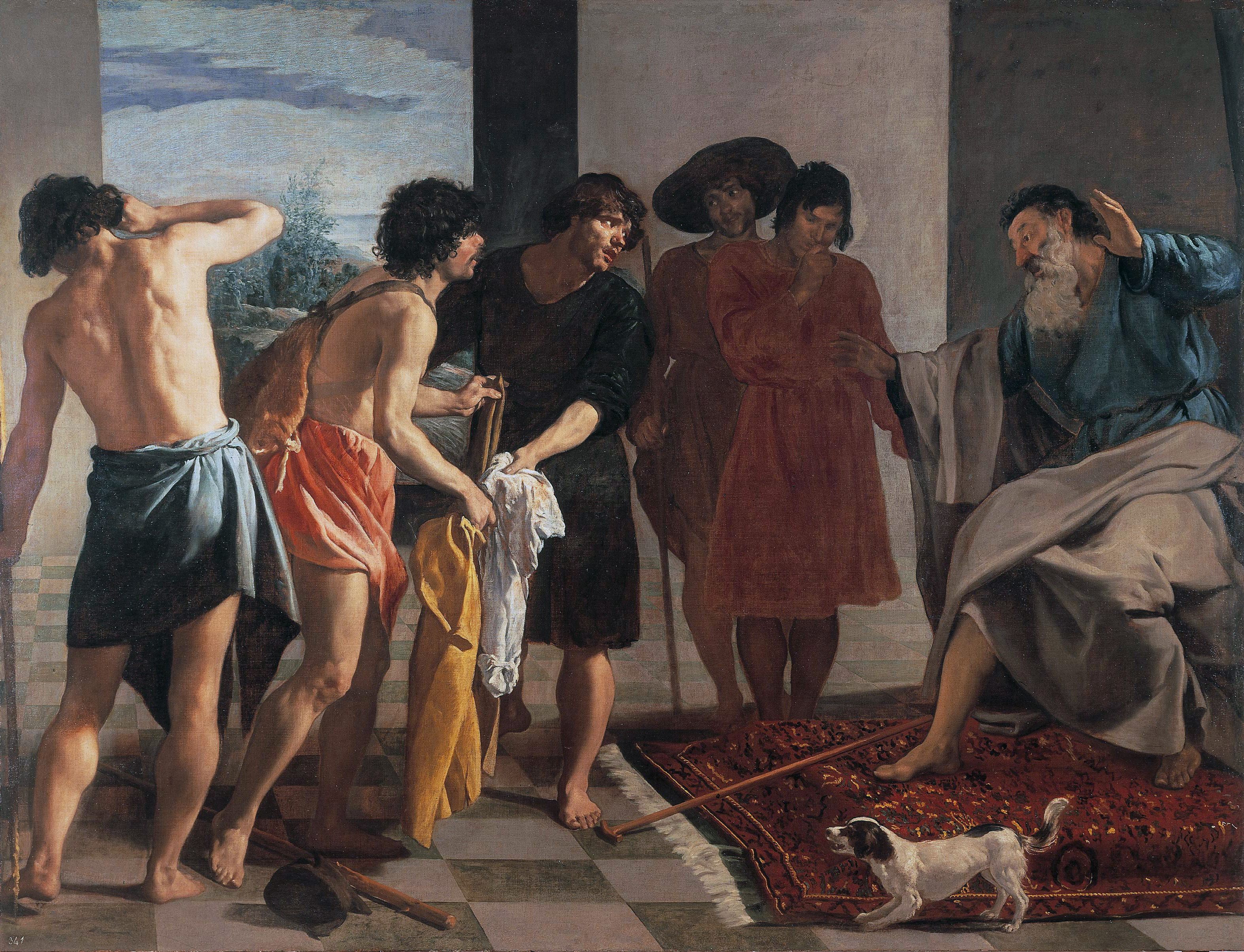
피묻은 요셉의 옷을 가져온 형제들 Diego Velázquez 065

가뜩이나 형제들에게 밉보였던 요셉은 자신의 꿈 이야기를 통해서 더 미움을 받게 되었다. 하루는 밭에서 곡식을 묶는 일을 하고 있었는데, 형제들의 곡식이 일어나서 자신의 곡식에 절하는 꿈을 꾸었는데, 그것을 형제들에게 자랑스럽게 이야기를 한 것이다. 거기에 해와 달과 열한 별이 절하는 꿈을 꾸었다고 이야기 하여 형제들의 분노를 사게 되었다.
형제들이 양치는 곳에 가게 된 요셉은 형들에 의해서 채색 옷이 벗겨지고 빈 구덩이에 던져지게 된다. 죽이기를 모의하던 형제들 사이로 이스마엘 사람이 지나가자, 르우벤은 이스마엘 사람에게 요셉을 팔고 죽이지 말자고 제안한다. 형제들은 이스마엘 사람에게 은 이십을 받고 요셉을 팔아 넘기게 된다. 그리고 형제들은 요셉의 옷에 수염소의 피를 뭍혀서 야곱에게 가져가서 요셉이 죽었다고 이야기 한다. 이에 야곱은 오래동안 애통해 했다.

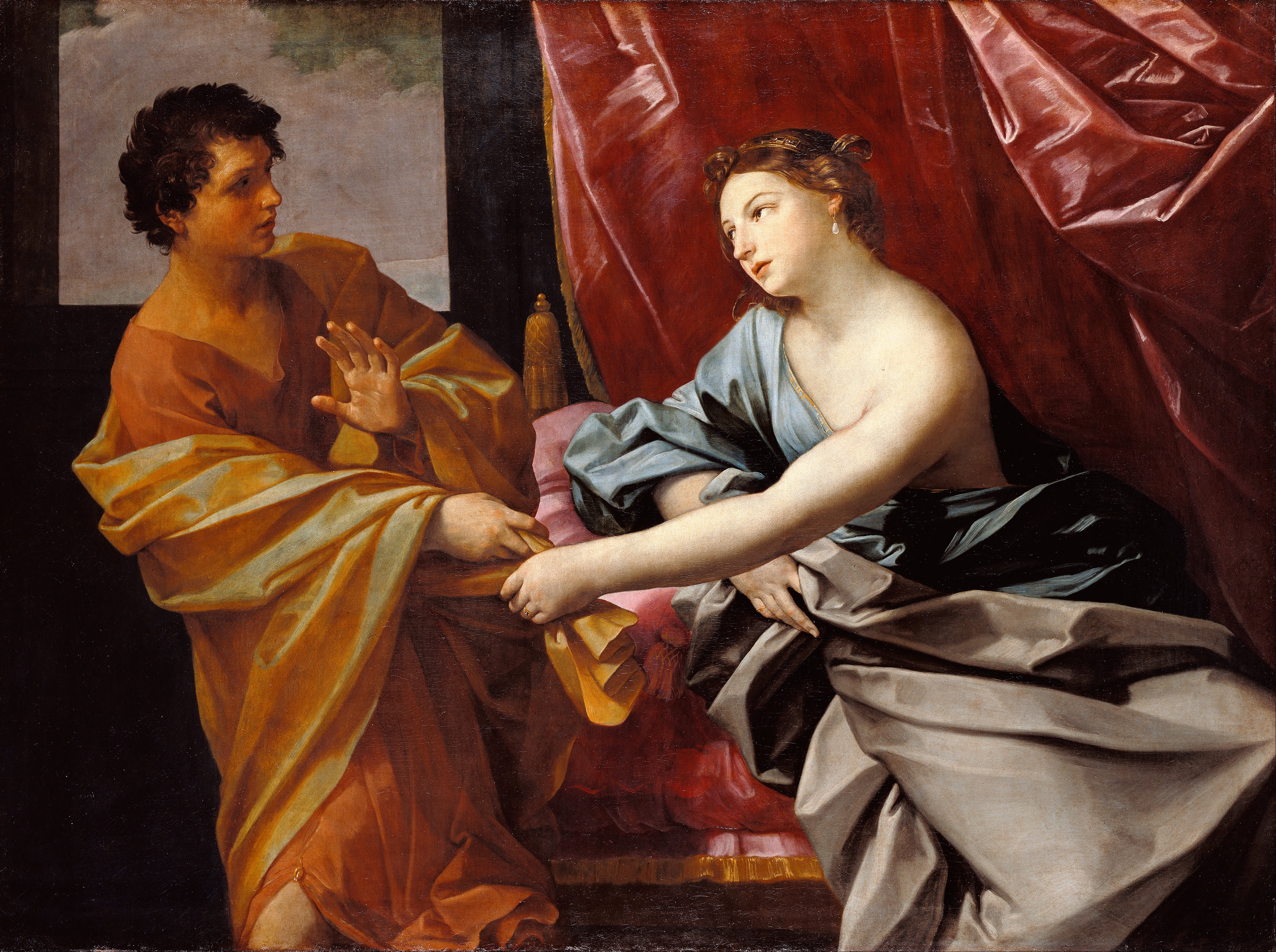
요셉과 보디발의 아내 - Guido Reni

### 보디발의 집사가 된 요셉
요셉은 애굽까지 끌려가서 애굽왕 바로의 신하 보디발에게 팔려간다. 요셉이 범사에 하는 일에 하나님께서 함께하셔서 복을 내려 가정이 좋아지는 것을 본 보디발은 모든 집안 일을 요셉에게 맡기고 간섭을 하지 않을 정도로 요셉을 신뢰하게 된다. 용모가 뛰어난 요셉을 보디발의 아내가 유혹하였다. 요셉은 보디발 아내의 제안을 거부하였다. 보디발의 신뢰를 받고 있던 요셉은 보디발이 가정에서 금지한 것은 오직 보디발의 아내 뿐이라며, 거부하였다. 또한 그런 행위는 하나님께 대하여 죄를 짓는 것이라고 이야기 하게 된다. 보디발 아내의 지속적인 요청에도 요셉이 거부를 하게 되고, 아예 같이 있으려고 하지 않았다. 이에 보디발 아내가 누명을 씌워서 요셉은 감옥에 가게 된다.

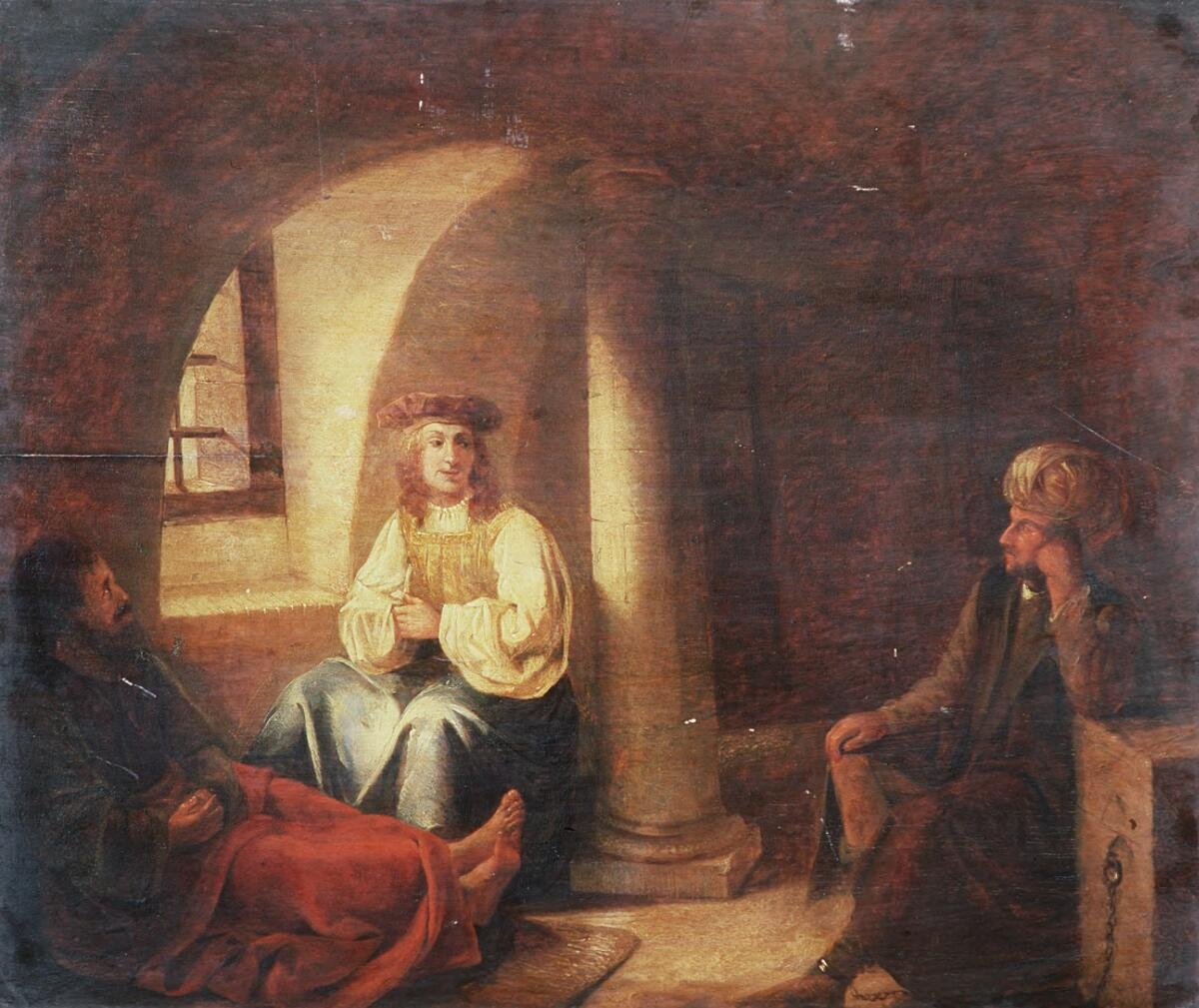
감옥속의 요셉 - Gerbrand van den Eeckhout

### 감옥에서
요셉은 왕의 죄수를 가두는 감옥에 들어가게 된다. 이 곳에서도 요셉은 하나님의 복을 많이 받아 전옥(감옥의 우두머리)까지 하나님의 은혜를 받게 된다. 이에 전옥은 요셉에게 모든 죄수와 감옥 실무를 다 맡기고, 간섭하지 않았다.
이후에 바로의 술 담당 시종과 떡 담당 시종이 범죄하고 요셉이 있는 감옥으로 오게 된다. 전옥이 요셉으로 이 둘을 시중들게 하였다. 어느날 두 시종이 꿈을 꾸고 근심하였는데, 해석을 알고 싶었던 것이다. 술 담당 시종은 포도 나무 세개의 가지에서 포도가 익어 포도즙을 짜서 왕에게 드린 꿈으로 삼일 후 복직될 것이라고 요셉이 해석하였다. 떡 담당 시종은 머리에 세 광주리에 있는 떡을 새들이 먹어 버리는 꿈을 꾸었는데, 삼일 후에 왕에 의해 죽게 될 것으로 해석하였다. 이 해석은 그대로 이루어졌는데, 술 담당 시종은 복직되고, 떡 담당 시종은 죽음을 맞이하게 되었다. 술 담당 시종에게 자신의 누명에 대하여 이야기 해 달라고 간청했었는데, 해당 시종은 그런 일을 잊어버렸다.

### 애굽의 총리 대신이 된 요셉

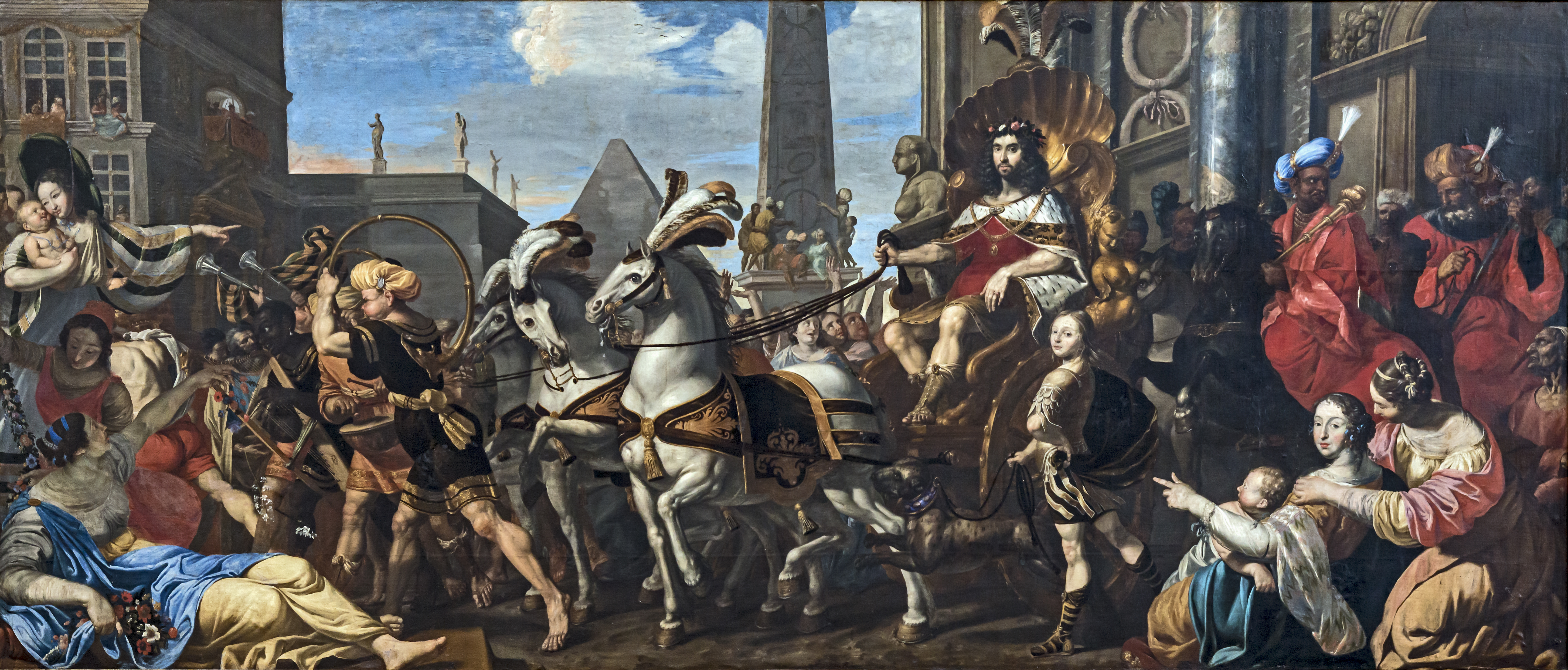
요셉의 승리 - Hilaire-Pader

요셉이 삼십세가 되던 해에 애굽왕 바로가 꿈을 꾸게 되었는데, 아름답고 살찐 암소 일곱 마리를 파리하고 흉악한 암소 일곱 마리가 먹어버리는 꿈을 꾸었다. 잠을 깼다가 다시 꿈을 꾸는데, 좋은 일곱 이삭을 약한 일곱 이삭이 먹어 버리는 꿈을 꾸었다. 아침에 일어나 애굽의 유명한 점장이와 박사들에게 꿈을 물어 보았으나, 아무도 이 꿈을 해석할 사람이 없어 답답해 하던 애굽왕 바로를 보고 술 담당 시종은 꿈 해석을 잘 했던 요셉의 이야기를 올렸다. 바로는 당장 요셉을 호출하였고, 요셉은 감옥속에서 드디어 나와서 왕 앞에 서게 된다. 그리고, 그 해석을 '하나님께서 하실 일'이라고 말하며, 두 꿈은 동일한 꿈이라고 설명한다. 일곱 해 동안 풍년이 들지만, 일곱해 동안 흉년이 들어서 앞의 풍년을 다 먹어 치울만큼 심하게 흉년이 들 것이라고 설명을 하면서, 풍년 동안에 흉년 준비를 하라고 바로에게 권하게 된다. 이런 해석에 감동한 바로는 요셉을 왕 다음 가는 직책인 총리를 주고 나라를 치리하게 하였다. 그리고 이름을 사브낫바네아라고 하고, 제사장의 딸인 아스낫을 주어 결혼하게 했다.

### 형들과의 재회

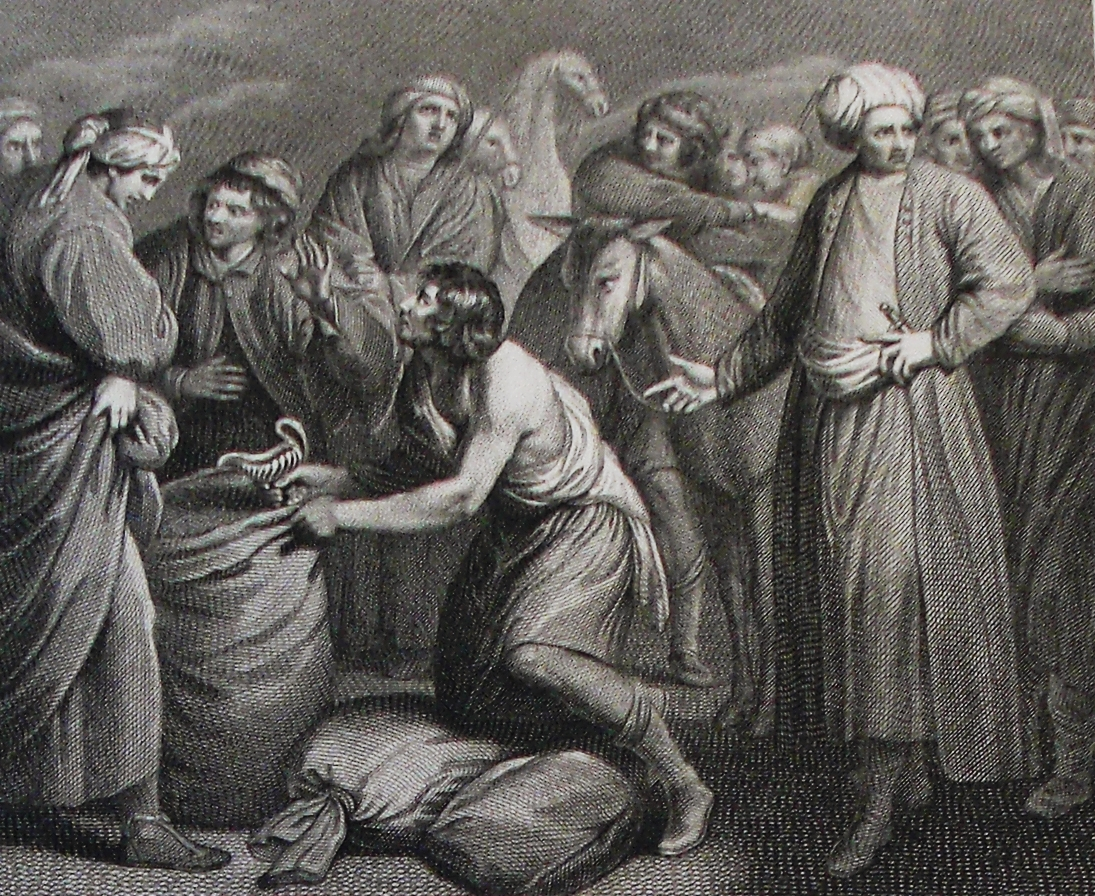
요셉의 컵이 벤자민의 자루에서 발견되다.

가나안도 흉년이 들어서 먹을 것이 없던 상태였는데, 야곱이 애굽에 곡식이 있다는 이야기를 듣고 아들들을 보내어 곡식을 사오도록 한다. 야곱은 요셉을 제외한 11명의 형제 중, 요셉의 아우 벤자민을 제외하고 10명의 아들을 보냈는데, 이는 요셉을 잃은 후에 요셉을 대신하여 사랑하는 벤자민을 잃을까 두려워서였다.
자신의 형들이 애굽으로 온 것을 안 요셉은 형들을 아는 척 하지 않고, 형들을 첩자로 몰아서 가둔 후에 아우 벤자민을 데려올 것을 강요한다. 시므온을 가두고, 나머지 9 형제와 곡식을 보낸 후에 벤자민을 데려오라고 야곱에게 보낸다. 야곱은 벤자민을 잃을까 두려워하여 절대로 보내지 않을 생각이었으나, 애굽에서 사온 곡식이 다 떨어져서 다시 곡식을 사오도록 아들들에게 이야기 한다. 이에 10명의 형제가 애굽으로 내려가서 모든 형제가 재회하게 된다. 요셉에게 융숭한 대접을 받고, 곡식을 받아서 집으로 돌아가는 중, 요셉이 자신이 사용하던 컵이 없어 졌다고 하면서 벤자민의 자루에서 자신의 컵을 찾아내었다. 이는 요셉이 미리 사람을 시켜서 넣어 놓은 것인데, 이것을 빌미로 벤자민만 자신의 집에 잡아 두려고 하였다.
다른 형제들은 야곱이 사랑하는 요셉의 동생 벤자민마저 잃어버리면, 야곱이 너무도 힘들어할 것을 알기에, 자신들이 대신 서로 남겠다고 한다. 이 과정에서 요셉은 자신이 그 때 팔려간 요셉이라고 형제들에게 고백한다.

### 온 가족의 애굽 이주
앞으로 흉년이 다섯 해가 더 있을 예정이므로, 애굽으로 이주하는 것이 좋겠다고 하며, 형들에게 아버지 야곱을 모시고 올 것을 이야기 한다. 요셉의 형들이 애굽으로 왔다는 소식을 들은 바로는 요셉의 식구들이 애굽으로 이주하여 정착하는 것을 기쁘게 여겨 수레와 먹을 것을 주어 가나안으로 보낸다. 야곱은 요셉이 살아서 애굽의 총리가 되었다는 사실을 믿지 않았지만, 요셉이 보낸 수레들을 보고서 기뻐하며 애굽으로 따라 나선다.야곱이 식솔을 거느리고 애굽에 도착하니, 야곱의 핏줄이 모두 70명이 되었다. 야곱과 그 아들들은 바로에게 정착지를 얻어 고센땅에 정착하게 되고, 바로의 짐승들을 칠 수 있는 목자의 자격을 얻게 된다.

### 국가의 재산을 크게 증식시킴
가뭄이 지속되어 백성들과 주변국에서 곡식을 사려고 몰려드니, 근처의 돈을 다 거두었고, 돈이 모두 없어지자, 그들의 짐승들도 모두 받아서 국가의 재산을 크게 증식시켰다. 점점 더 힘들어지자, 땅을 국가에 팔아 곡식을 사갔고, 땅이 없는 자들은 스스로 노예가 되어 국가에 귀속되었다. 그리고, 국가에서 노예가 된 백성들에게 소작을 주어서 추수의 오분의 일을 국가에 귀속하게 하였다.

### 요셉의 죽음
이후 야곱이 죽고, 야곱을 가나안에 장사지내고 난 후에 애굽으로 돌아와서 110세까지 애굽에서 살게 된다. 110세에 임종하면서 애굽에서 나가게 될 때 자신의 뼈를 가지고 가나안에 가게 해 달라고 유언한다. 이후 모세가 애굽에서 나올 때 요셉의 시체를 메고 가나안으로 출발한다.
데이빗 롤은 요셉이 이집트의 총리가 된 때를 아메넴핫 3세 시기였을 것으로 추정하고 있다.

## 역사적 사실 여부
요셉의 역사적 기록은 구약성서 외에는 발견되지 않았으며, 요셉이야기와 내용이 비슷한‘두 형제 이야기’(The Tale of the Two Brothers)설화와 기원전 17~19세기 무렵에 이스라엘 지역에서 기근을 피해 이주한 이민들의 지도자 이야기가 결합되어 구약성서에 요셉이야기가 실린 것으로 보인다.
마소라 사본의 출애굽 연대인 기원전 1446년에 430년을 더한 기원전 1876년이라는 것을 토대로, 요셉 이야기의 배경을 기원전 19세기인 이집트 제12왕조 시절로 보는 이들도 있다.
요셉의 이야기에서 전차가 등장하는 것을 근거로, 그의 활동시기를 전차가 상용화된 힉소스 왕조 시절로 보기도 한다. 성서의 기록대로 고대 이집트에서 왕궁과 수도가 모두 고센 땅(아바리스를 포함한 나일 삼각주 지역)에 있었던 것은 중왕국 시대가 아니라 힉소스 왕조 시절이기도 하기에 일반적으로는 요셉 이야기의 배경이 힉소스 왕조 시절이었을 것으로 추정한다. 실제로, 힉소스 왕조와 동시대에 존재했던 제16왕조의 파라오였던 네페르호테프 3세(기원전 1629-1628년)와 세누스레트 4세(기원전 1588-1582년?)가 "기근으로부터 도시를 구한 자"라고 불렸었다.
게리 A. 렌즈버그 교수는 요셉을 제19왕조의 파라오 세티 1세( 기원전 1294-1279년) 시절에 활동한 인물로 보는데, 이는 당시 수도가 힉소스 시대와 마찬가지로 삼각주 북동부에 위치했었으며, 창세기 47:11에서도 "라암셋(람세스)"라는 지명을 언급하기 때문에 그 배경이 제19왕조 때였을 가능성 역시 존재하기 때문이다. 여기서 더 나아가 이스라엘 크놀 교수는 제19왕조의 기근의 때에 파라오 십타와 섭정을 하였던 셈족계열의 관료인 바야를 요셉과 관련지었다. 물론, 메르넵타의 비문이 기원전 1208/1207년의 것이기에 모순되어 보이지만, 게리 A. 렌즈버그 교수는  메르넵타의 비문 속 이스라엘이 이집트 내 거주하는 이스라엘 족속을 의미했을 가능성을 제시하였다. 참고로, 아바리스와 고대 이집트의 셈족 연구 최고 권위자인 멘프레드 비탁 교수와 게리 A. 렌즈버그 교수는 세트나크테 보다는 람세스 3세를 출애굽의 파라오로 보고 있다.
Donald Redford 는 "[요셉 이야기]를 역사로 읽는 것은 상당히 잘못된 생각"이라고 주장하였으며, Megan Bishop Moore와 Brad E. Kelle를 포함한 대다수의 학자들은 요셉 이야기 또는 출애굽을 포함하여 창세기 사건에 대한 성경 외의 증거가 부족하다고 지적하였는데, 창세기 속 요셉 이야기에서 기원전 8-7세기가 되어서야 일반화된 아랍인들의 무역과 낙타를 기반으로 한 무역상들이 고무, 향유, 몰약을 나르는 것을 언급한다는 것은 요셉 이야기의 배경이 중왕국 시대나 힉소스 왕조 시대와는 무관하다는 것을 뒷받침한다. 이렇듯 주류학계에서는 요셉 이야기의 역사성은 부정하지만, 한편으로는 요셉과 관련한 전승이 셈족계 유목민족인 힉소스인들이 이집트를 지배했던 실제 역사적 사건을 바탕으로 한 것이라는 것에는 동의한다.
요셉의 이야기와 시누헤의 이야기 사이에는 여러 공통점이 존재하기에 후자로부터 전자가 파생된 것으로 추정된다. 신의 섭리로 여겨지는 이집트인 시누헤는 시리아-가나안으로 도망쳐 지배 엘리트의 일원이 되고 아내와 가족을 얻은 후 이집트의 가족과 재회한다. 신의 섭리로 여겨지는 시리아-가나안인 요셉은 이집트로 끌려가 지배 엘리트의 일원이 되고 아내와 가족을 얻은 후 그의 시리아-가나안의 가족과 재회한다.  다른 성서 본문에서도 유사점이 도출되었다. 히브리 예언자 요나가 좌절하여 하나님 의 권능 궤도에서 도망친 것은 시누헤가 왕에게서 도망친 것과 비슷하다. 다윗과 골리앗의 싸움은 시누헤가 강력한 도전자를 일격에 죽이는 싸움에 유사하고, 탕자의 비유는 시누헤 의 집으로의 귀환과 닮아있다.
요셉과 보디발의 아내 이야기는 여러 유사점을 가진 고대 이집트의 두 형제 이야기로부터 후대에 파생된 것으로 추정된다.
세겜 지역에는 전통적으로 요셉의 무덤으로 불리는 곳이 있다.

### 요셉 동전 논란
2009년 9월 25일 이집트에서 파라오 시대의 많은 동전이 발견되었고, 이 동전들 속에는 구약성서에 등장하는 야곱의 아들 요셉이 이집트에 살았던 시기에 주조된 것도 있으며, 실제로 일부 동전에는 요셉의 이름과 그의 초상이 그려져 있다는 보도가 있었다.
그러나 학계에서는 주화가 최초로 사용된 시점을 요셉이 활동했던 시기라고 창조주의자들이 고려하는 시간보다 대략 천 년 정도 뒤인 BC7 ~ BC6 세기 정도로 보고 있으며, 별개로 500개 이상 발견되었다는 동전에 대한 사진자료나 논문 등이 전혀 없는 것을 보아, 확인되지 않은 자료로 보인다. 현재 원문기사는 삭제된 상태다.

### 만화 이집트 왕자의 요셉편
만화 이집트 왕자의 요셉편에서는 형들과 요셉의 신의가 깨진 이유를 아버지의 편애에서 찾고 있다. 르우벤이 동생들과 함께 천막을 세우는 일을 할 정도로 큰형 노릇을 해냈는데, 아버지가 요셉만 편애하니까 신의가 깨진다. 이집트에 팔려온 요셉은 파라오를 섬기는 시위대장인 보디발 댁에서 노비로서 일을 했는데, 처음 한 일인 바닥청소를 형들에 대한 분노때문에, 힘주어서 했다. 당연히 바닥청소를 깨끗하게 한 요셉을 보고, "세상에 이렇게 청소를 깨끗하게 하다니!"라고 감탄한 보디발은 요셉의 부지런함을 믿었고, 요셉은 직접 포도주를 시위대장께 드릴 정도로 깊은 믿음을 얻었다.

## 아브라함의 가계도
|      |      |      |      |      |      |      |      |          |          |          |          |               |               |               |               | 데라          |               |      |      |      |      |                                                                    |                                                                    |                                                                    |                                                                    |                                                                    |                                                                    |  |  |               |               |               |               |               |               |      |      |                 |                 |                 |                 |                 |                 |      |      |                     |                     |                     |                     |                     |                     |         |         |         |         |  |  |
|      |      |      |      |      |      |      |      |          |          |          |          |               |               |               |               |               |               |      |      |      |      |                                                                    |                                                                    |                                                                    |                                                                    |                                                                    |                                                                    |  |  |               |               |               |               |               |               |      |      |                 |                 |                 |                 |                 |                 |      |      |                     |                     |                     |                     |                     |                     |         |         |         |         |  |  |
|      |      |      |      |      |      |      |      |          |          |          |          |               |               |               |               |               |               |      |      |      |      |                                                                    |                                                                    |                                                                    |                                                                    |                                                                    |                                                                    |  |  |               |               |               |               |               |               |      |      |                 |                 |                 |                 |                 |                 |      |      |                     |                     |                     |                     |                     |                     |         |         |         |         |  |  |
| 사라 | 사라 | 사라 | 사라 | 사라 | 사라 |      |      | 아브라함 | 아브라함 | 아브라함 | 아브라함 | 아브라함      | 아브라함      |               |               | 하갈          | 하갈          | 하갈 | 하갈 | 하갈 | 하갈 |                                                                    |                                                                    |                                                                    |                                                                    |                                                                    |                                                                    |  |  |               |               |               |               |               |               |      |      |                 |                 |                 |                 | 하란            | 하란            | 하란 | 하란 | 하란                | 하란                |                     |                     |                     |                     |         |         |         |         |  |  |
| 사라 | 사라 | 사라 | 사라 | 사라 | 사라 |      |      | 아브라함 | 아브라함 | 아브라함 | 아브라함 | 아브라함      | 아브라함      |               |               | 하갈          | 하갈          | 하갈 | 하갈 | 하갈 | 하갈 |                                                                    |                                                                    |                                                                    |                                                                    |                                                                    |                                                                    |  |  |               |               |               |               |               |               |      |      |                 |                 |                 |                 | 하란            | 하란            | 하란 | 하란 | 하란                | 하란                |                     |                     |                     |                     |         |         |         |         |  |  |
|      |      |      |      |      |      |      |      |          |          |          |          |               |               |               |               |               |               |      |      |      |      |                                                                    |                                                                    | 나홀                                                               |                                                                    |                                                                    |                                                                    |  |  |               |               |               |               |               |               |      |      |                 |                 |                 |                 |                 |                 |      |      |                     |                     |                     |                     |                     |                     |         |         |         |         |  |  |
|      |      |      |      |      |      |      |      |          |          |          |          |               |               |               |               |               |               |      |      |      |      |                                                                    |                                                                    |                                                                    |                                                                    |                                                                    |                                                                    |  |  |               |               |               |               |               |               |      |      |                 |                 |                 |                 |                 |                 |      |      |                     |                     |                     |                     |                     |                     |         |         |         |         |  |  |
|      |      |      |      |      |      |      |      |          |          |          |          | 이스마엘      | 이스마엘      | 이스마엘      | 이스마엘      | 이스마엘      | 이스마엘      |      |      |      |      |                                                                    |                                                                    |                                                                    |                                                                    |                                                                    |                                                                    |  |  |               |               |               |               | 밀가          | 밀가          | 밀가 | 밀가 | 밀가            | 밀가            |                 |                 | 롯              | 롯              | 롯   | 롯   | 롯                  | 롯                  |                     |                     | 이스가              | 이스가              | 이스가  | 이스가  | 이스가  | 이스가  |  |  |
|      |      |      |      |      |      |      |      |          |          |          |          | 이스마엘      | 이스마엘      | 이스마엘      | 이스마엘      | 이스마엘      | 이스마엘      |      |      |      |      |                                                                    |                                                                    |                                                                    |                                                                    |                                                                    |                                                                    |  |  |               |               |               |               | 밀가          | 밀가          | 밀가 | 밀가 | 밀가            | 밀가            |                 |                 | 롯              | 롯              | 롯   | 롯   | 롯                  | 롯                  |                     |                     | 이스가              | 이스가              | 이스가  | 이스가  | 이스가  | 이스가  |  |  |
|      |      |      |      |      |      |      |      |          |          |          |          |               |               |               |               |               |               |      |      |      |      |                                                                    |                                                                    |                                                                    |                                                                    |                                                                    |                                                                    |  |  |               |               |               |               |               |               |      |      |                 |                 |                 |                 |                 |                 |      |      |                     |                     |                     |                     |                     |                     |         |         |         |         |  |  |
|      |      |      |      |      |      |      |      |          |          |          |          |               |               |               |               |               |               |      |      |      |      |                                                                    |                                                                    |                                                                    |                                                                    |                                                                    |                                                                    |  |  |               |               |               |               |               |               |      |      |                 |                 |                 |                 |                 |                 |      |      |                     |                     |                     |                     |                     |                     |         |         |         |         |  |  |
|      |      |      |      |      |      |      |      |          |          |          |          | 이스마엘 부족 | 이스마엘 부족 | 이스마엘 부족 | 이스마엘 부족 | 이스마엘 부족 | 이스마엘 부족 |      |      |      |      | 7 아들                                                             | 7 아들                                                             | 7 아들                                                             | 7 아들                                                             | 7 아들                                                             | 7 아들                                                             |  |  | 브두엘        | 브두엘        | 브두엘        | 브두엘        | 브두엘        | 브두엘        |      |      | 첫째 딸         | 첫째 딸         | 첫째 딸         | 첫째 딸         | 첫째 딸         | 첫째 딸         |      |      |                     |                     |                     |                     | 둘째 딸             | 둘째 딸             | 둘째 딸 | 둘째 딸 | 둘째 딸 | 둘째 딸 |  |  |
|      |      |      |      |      |      |      |      |          |          |          |          | 이스마엘 부족 | 이스마엘 부족 | 이스마엘 부족 | 이스마엘 부족 | 이스마엘 부족 | 이스마엘 부족 |      |      |      |      | 7 아들                                                             | 7 아들                                                             | 7 아들                                                             | 7 아들                                                             | 7 아들                                                             | 7 아들                                                             |  |  | 브두엘        | 브두엘        | 브두엘        | 브두엘        | 브두엘        | 브두엘        |      |      | 첫째 딸         | 첫째 딸         | 첫째 딸         | 첫째 딸         | 첫째 딸         | 첫째 딸         |      |      |                     |                     |                     |                     | 둘째 딸             | 둘째 딸             | 둘째 딸 | 둘째 딸 | 둘째 딸 | 둘째 딸 |  |  |
|      |      |      |      |      |      |      |      |          |          |          |          |               |               |               |               |               |               |      |      |      |      |                                                                    |                                                                    |                                                                    |                                                                    |                                                                    |                                                                    |  |  |               |               |               |               |               |               |      |      |                 |                 |                 |                 |                 |                 |      |      |                     |                     |                     |                     |                     |                     |         |         |         |         |  |  |
|      |      |      |      |      |      |      |      |          |          |          |          |               |               |               |               |               |               |      |      |      |      |                                                                    |                                                                    |                                                                    |                                                                    |                                                                    |                                                                    |  |  |               |               |               |               |               |               |      |      |                 |                 |                 |                 |                 |                 |      |      |                     |                     |                     |                     |                     |                     |         |         |         |         |  |  |
|      |      | 이삭 | 이삭 | 이삭 | 이삭 | 이삭 | 이삭 |          |          | 리브가   | 리브가   | 리브가        | 리브가        | 리브가        | 리브가        |               |               |      |      |      |      |                                                                    |                                                                    |                                                                    |                                                                    |                                                                    |                                                                    |  |  |               |               | 라반          | 라반          | 라반          | 라반          | 라반 | 라반 |                 |                 | 모압            | 모압            | 모압            | 모압            | 모압 | 모압 |                     |                     | 암몬인              | 암몬인              | 암몬인              | 암몬인              | 암몬인  | 암몬인  |         |         |  |  |
|      |      | 이삭 | 이삭 | 이삭 | 이삭 | 이삭 | 이삭 |          |          | 리브가   | 리브가   | 리브가        | 리브가        | 리브가        | 리브가        |               |               |      |      |      |      |                                                                    |                                                                    |                                                                    |                                                                    |                                                                    |                                                                    |  |  |               |               | 라반          | 라반          | 라반          | 라반          | 라반 | 라반 |                 |                 | 모압            | 모압            | 모압            | 모압            | 모압 | 모압 |                     |                     | 암몬인              | 암몬인              | 암몬인              | 암몬인              | 암몬인  | 암몬인  |         |         |  |  |
|      |      |      |      |      |      |      |      |          |          |          |          |               |               |               |               |               |               |      |      |      |      |                                                                    |                                                                    |                                                                    |                                                                    |                                                                    |                                                                    |  |  |               |               |               |               |               |               |      |      |                 |                 |                 |                 |                 |                 |      |      |                     |                     |                     |                     |                     |                     |         |         |         |         |  |  |
|      |      |      |      |      |      |      |      |          |          |          |          |               |               |               |               |               |               |      |      |      |      |                                                                    |                                                                    |                                                                    |                                                                    |                                                                    |                                                                    |  |  |               |               |               |               |               |               |      |      |                 |                 |                 |                 |                 |                 |      |      |                     |                     |                     |                     |                     |                     |         |         |         |         |  |  |
|      |      | 에서 | 에서 | 에서 | 에서 | 에서 | 에서 |          |          | 야곱     | 야곱     | 야곱          | 야곱          | 야곱          | 야곱          |               |               |      |      |      |      |                                                                    |                                                                    |                                                                    |                                                                    |                                                                    |                                                                    |  |  |               |               |               |               |               |               |      |      |                 |                 |                 |                 |                 |                 |      |      |                     |                     |                     |                     | 라헬                | 라헬                | 라헬    | 라헬    | 라헬    | 라헬    |  |  |
|      |      | 에서 | 에서 | 에서 | 에서 | 에서 | 에서 |          |          | 야곱     | 야곱     | 야곱          | 야곱          | 야곱          | 야곱          |               |               |      |      |      |      |                                                                    |                                                                    |                                                                    |                                                                    |                                                                    |                                                                    |  |  |               |               |               |               |               |               |      |      |                 |                 |                 |                 |                 |                 |      |      |                     |                     |                     |                     | 라헬                | 라헬                | 라헬    | 라헬    | 라헬    | 라헬    |  |  |
|      |      |      |      |      |      |      |      |          |          |          |          |               |               |               |               |               |               |      |      |      |      |                                                                    |                                                                    |                                                                    |                                                                    |                                                                    |                                                                    |  |  |               |               |               |               |               |               |      |      |                 |                 |                 |                 | 빌하            |                 |      |      |                     |                     |                     |                     |                     |                     |         |         |         |         |  |  |
|      |      |      |      |      |      |      |      |          |          |          |          |               |               |               |               |               |               |      |      |      |      |                                                                    |                                                                    |                                                                    |                                                                    |                                                                    |                                                                    |  |  |               |               |               |               |               |               |      |      |                 |                 |                 |                 |                 |                 |      |      |                     |                     |                     |                     |                     |                     |         |         |         |         |  |  |
|      |      | 에돔 | 에돔 | 에돔 | 에돔 | 에돔 | 에돔 |          |          |          |          |               |               |               |               |               |               |      |      |      |      |                                                                    |                                                                    |                                                                    |                                                                    |                                                                    |                                                                    |  |  |               |               |               |               | 실바          | 실바          | 실바 | 실바 | 실바            | 실바            |                 |                 |                 |                 |      |      |                     |                     |                     |                     |                     |                     |         |         |         |         |  |  |
|      |      |      | 에돔 | 에돔 | 에돔 | 에돔 | 에돔 |          |          |          |          |               |               |               |               |               |               |      |      |      |      |                                                                    |                                                                    |                                                                    |                                                                    |                                                                    |                                                                    |  |  |               |               |               |               | 실바          | 실바          | 실바 | 실바 | 실바            | 실바            |                 |                 |                 |                 |      |      |                     |                     |                     |                     |                     |                     |         |         |         |         |  |  |
|      |      |      |      |      |      |      |      |          |          |          |          |               |               |               |               |               |               |      |      |      |      |                                                                    |                                                                    |                                                                    |                                                                    | 레아                                                               |                                                                    |  |  |               |               |               |               |               |               |      |      |                 |                 |                 |                 |                 |                 |      |      |                     |                     |                     |                     |                     |                     |         |         |         |         |  |  |
|      |      |      |      |      |      |      |      |          |          |          |          |               |               |               |               |               |               |      |      |      |      |                                                                    |                                                                    |                                                                    |                                                                    |                                                                    |                                                                    |  |  |               |               |               |               |               |               |      |      |                 |                 |                 |                 |                 |                 |      |      |                     |                     |                     |                     |                     |                     |         |         |         |         |  |  |
|      |      |      |      |      |      |      |      |          |          |          |          |               |               |               |               |               |               |      |      |      |      |                                                                    |                                                                    |                                                                    |                                                                    |                                                                    |                                                                    |  |  |               |               |               |               |               |               |      |      |                 |                 |                 |                 |                 |                 |      |      |                     |                     |                     |                     |                     |                     |         |         |         |         |  |  |
|      |      |      |      |      |      |      |      |          |          |          |          |               |               |               |               |               |               |      |      |      |      | 1. 르우벤 2. 시므온 3. 레위 4. 유다 9. 잇사갈 10. 스불론 디나 (딸) | 1. 르우벤 2. 시므온 3. 레위 4. 유다 9. 잇사갈 10. 스불론 디나 (딸) | 1. 르우벤 2. 시므온 3. 레위 4. 유다 9. 잇사갈 10. 스불론 디나 (딸) | 1. 르우벤 2. 시므온 3. 레위 4. 유다 9. 잇사갈 10. 스불론 디나 (딸) | 1. 르우벤 2. 시므온 3. 레위 4. 유다 9. 잇사갈 10. 스불론 디나 (딸) | 1. 르우벤 2. 시므온 3. 레위 4. 유다 9. 잇사갈 10. 스불론 디나 (딸) |  |  | 7. 갓 8. 아셀 | 7. 갓 8. 아셀 | 7. 갓 8. 아셀 | 7. 갓 8. 아셀 | 7. 갓 8. 아셀 | 7. 갓 8. 아셀 |      |      | 5. 단 6. 납달리 | 5. 단 6. 납달리 | 5. 단 6. 납달리 | 5. 단 6. 납달리 | 5. 단 6. 납달리 | 5. 단 6. 납달리 |      |      | 12. 요셉 13. 베냐민 | 12. 요셉 13. 베냐민 | 12. 요셉 13. 베냐민 | 12. 요셉 13. 베냐민 | 12. 요셉 13. 베냐민 | 12. 요셉 13. 베냐민 |         |         |         |         |  |  |

## 같이 보기
- 창조주의
- 족장설화